# Klacktorget

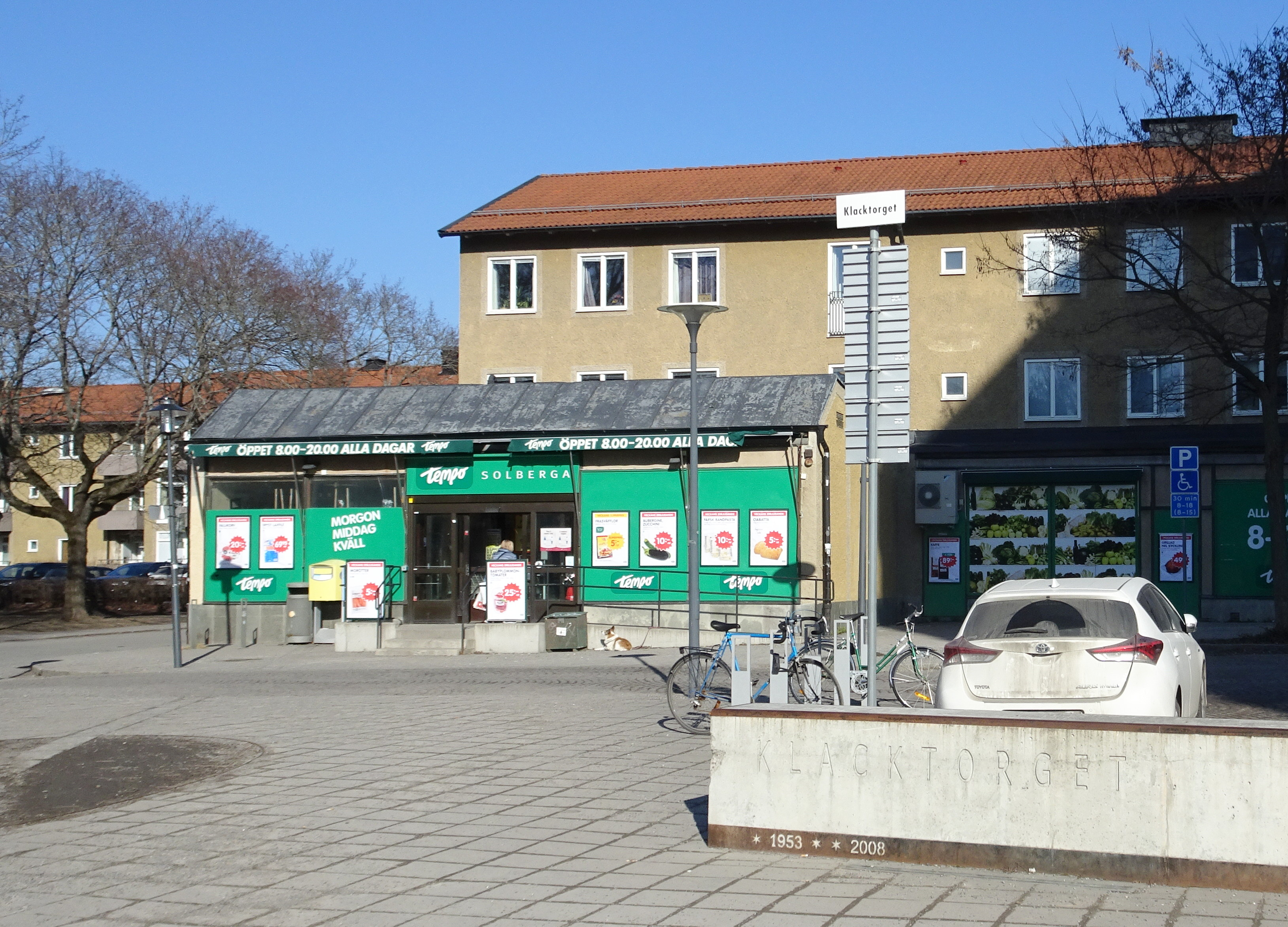
Klacktorget, mars 2022.

Klacktorget är ett torg vid Folkparksvägen i stadsdelen Solberga i Söderort i Stockholms kommun. Torget ligger i stadsdelens centrala del, och kallas även för Solberga centrum. Tillsammans med det något mindre Kristalltorget utgör Klacktorget stadsdelens två centrumanläggningar tillkomna i början av 1950-talet. Båda är grönmärkta av Stadsmuseet i Stockholm vilket innebär "särskilt värdefull från historisk, kulturhistorisk, miljömässig eller konstnärlig synpunkt".

## Historik

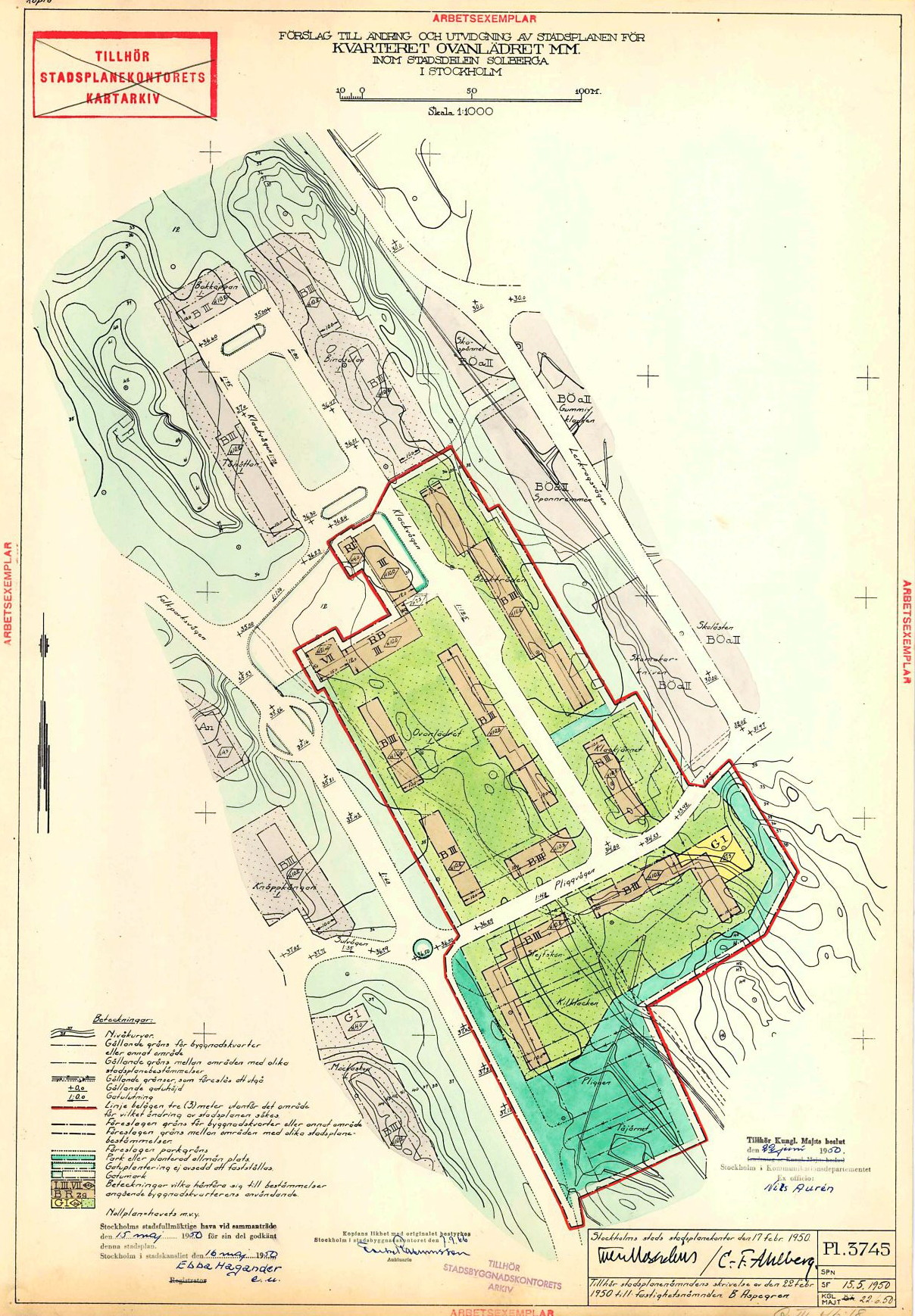
Stadsplan Pl. 3745 från 1950.

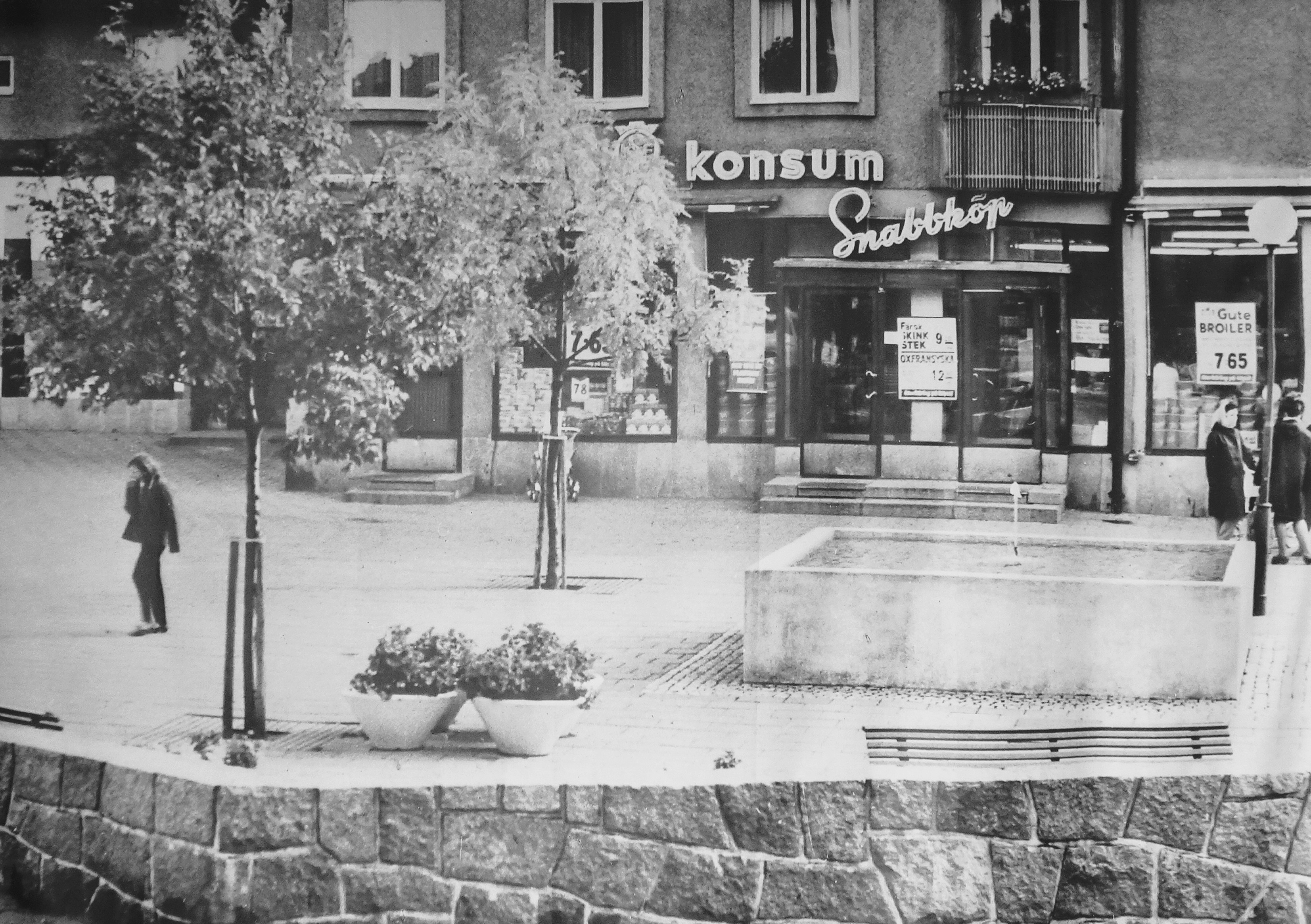
Klacktorget på 1960-talet.

En stadsplan (Pl. 3745) för Solbergas andra centrumanläggning upprättades 1950. Namnet anknyter till Klackvägen och hör till kategorin ”skodon” som återfinns i väg- och kvartersnamn i närheten. Fastigheten Ovanlädret 1 utgör själva torgets bebyggelse. Torget uppkom som en del av arbetet med att skapa grannskapsenheter, vilket innebär bostadsområden med centralt placerade torg för affärer och service. Byggherre var AB Stockholmshem som anlitade arkitekt Paul Hedqvist vilken gestaltade bebyggelsen i den vid tiden rådande Folkhemsarkitekturen. Totalt ingick sju sammanhängande bostadskvarter norr och söder om Klacktorget i uppdraget. Parkavdelningen vid Stockholms stads gatukontor utformade själva torget. Byggmästare var byggföretaget Einar Mattsson. 
Torget omges av flerfamiljshus med verksamheter i bottenvåningarna. Som arkitektonisk accent och utropstecken flankeras torget av ett punkthus i tio våningar, även det ritat av Hedqvist. Byggnaden karakteriseras genom hörnfönstren med fönsteromfattningar i puts som kragar ut från fasaden. Den ursprungliga planen att höghuset skulle fungera som kollektivhus realiserades dock inte. När centrumanläggningen var nybyggd fanns här ett stort utbud av affärer och samhällsservice. Punkthuset innehöll ursprungligen ett snabbköp (Konsum) i bottenvåningen och i tvåvåningslamellen fanns bland annat tobaksaffär, blom- och fruktbutik, el- och radiobutik, herrfrisör, damfrisör och tandläkare. Trevåningslamellen innehöll ursprungligen kemtvätt, bosättningsaffär, sybehörsaffär, mjölkbutik och i den utskjutande envåningsdelen låg en specerihall med charkavdelning.
Klacktorget var ändhållplats för buss 68 som tog Solbergabor till innerstaden fram till 1964, då tunnelbanan kom till Telefonplan och 68:an blev matarbuss 142. Med tiden försvann de flesta småbutikerna från Klacktorget. Solbergaborna handlade hellre i Älvsjö centrum eller vid Telefonplan. Kvar finns i dag en Tempobutik som ligger i gamla specerihallen. Konsums snabbköp i punkthuset stängde i november 1988, idag huserar ett gym i lokalen. År 2008 genomförde Stockholms stad en upprustning där torgets tidsenliga karaktär bevarades och förstärktes.

## Bilder

Torget
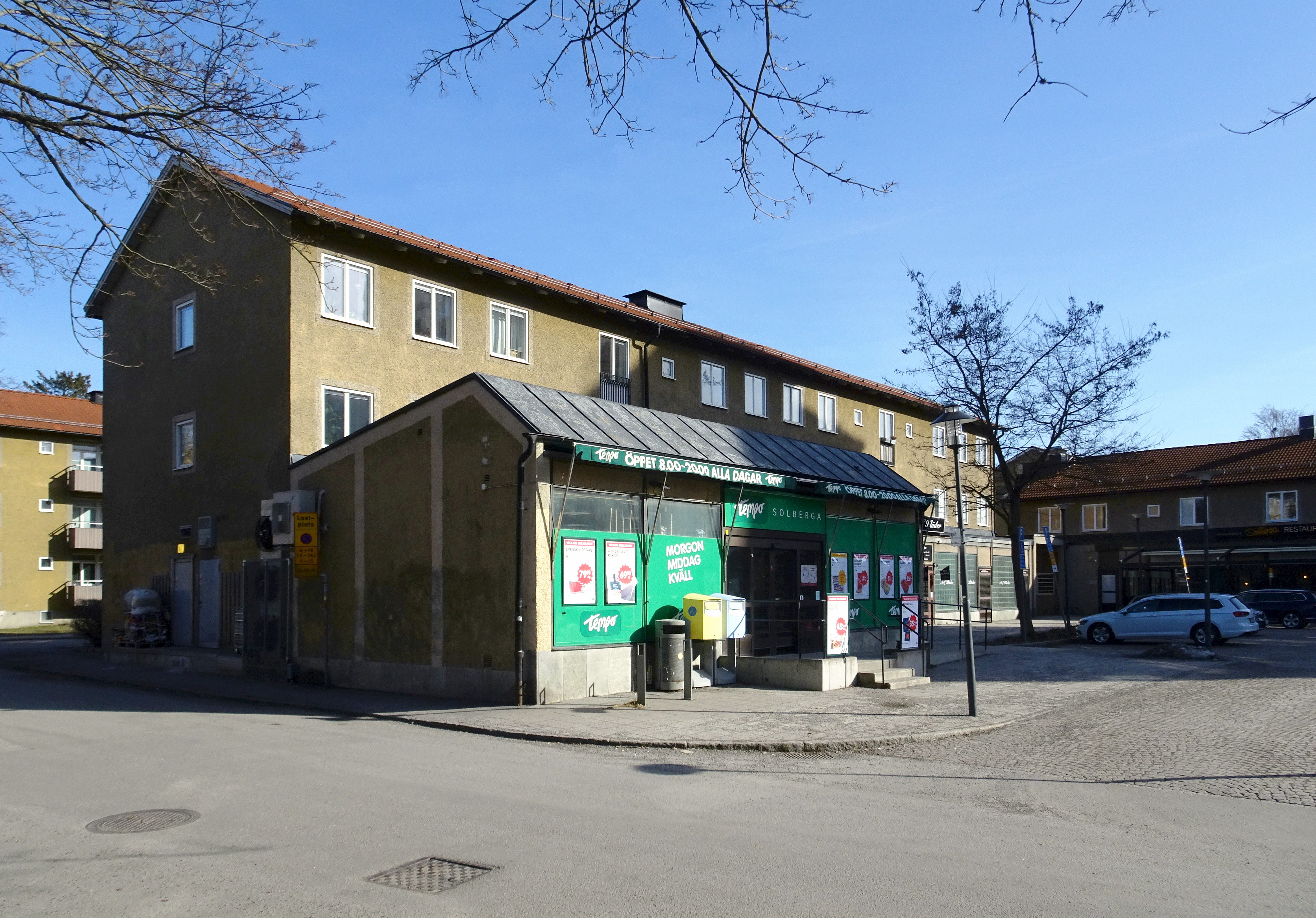
Trevåningslängan och f.d. specerihallen.
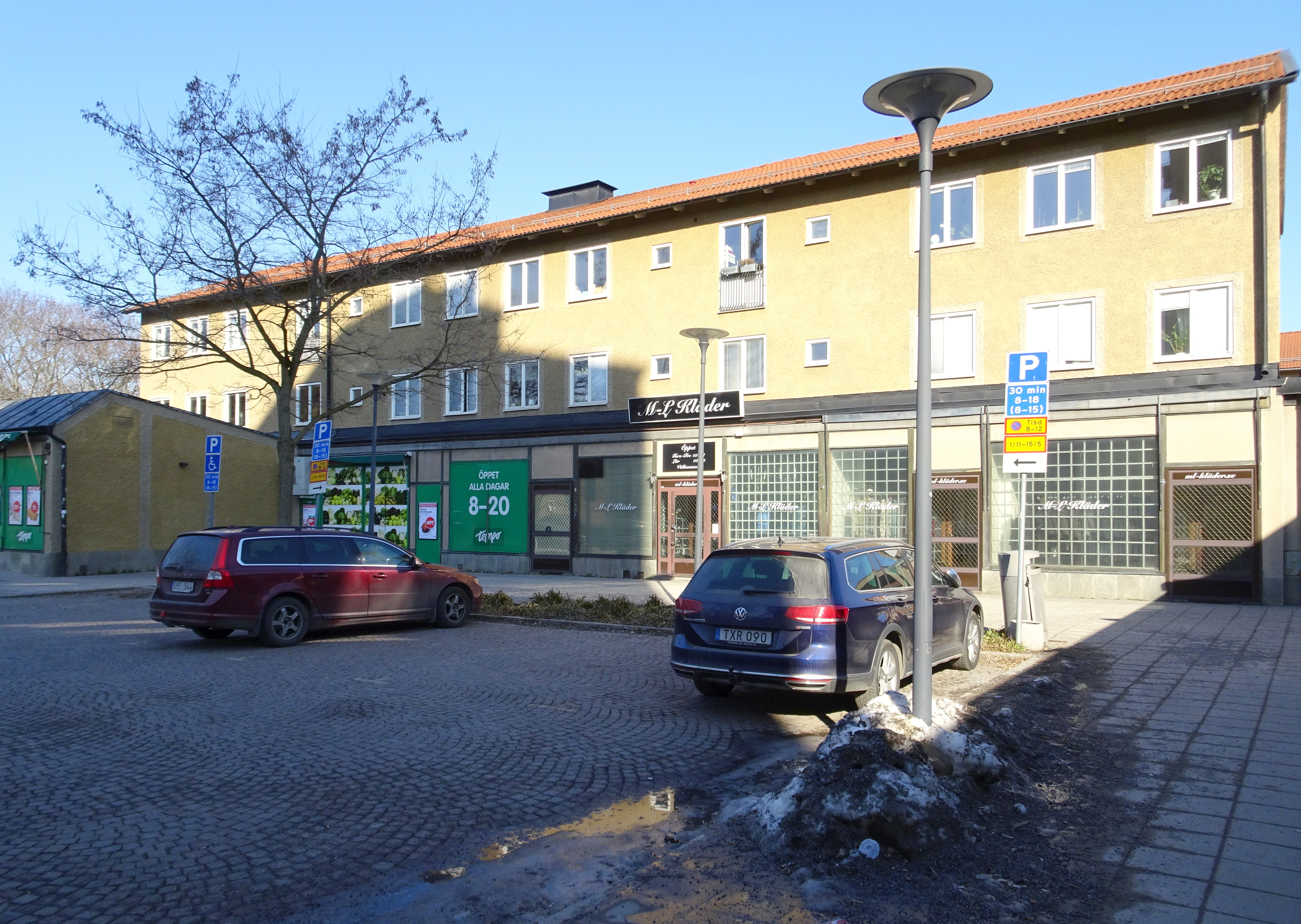
Trevåningslängan, idag plats för en klädaffär.
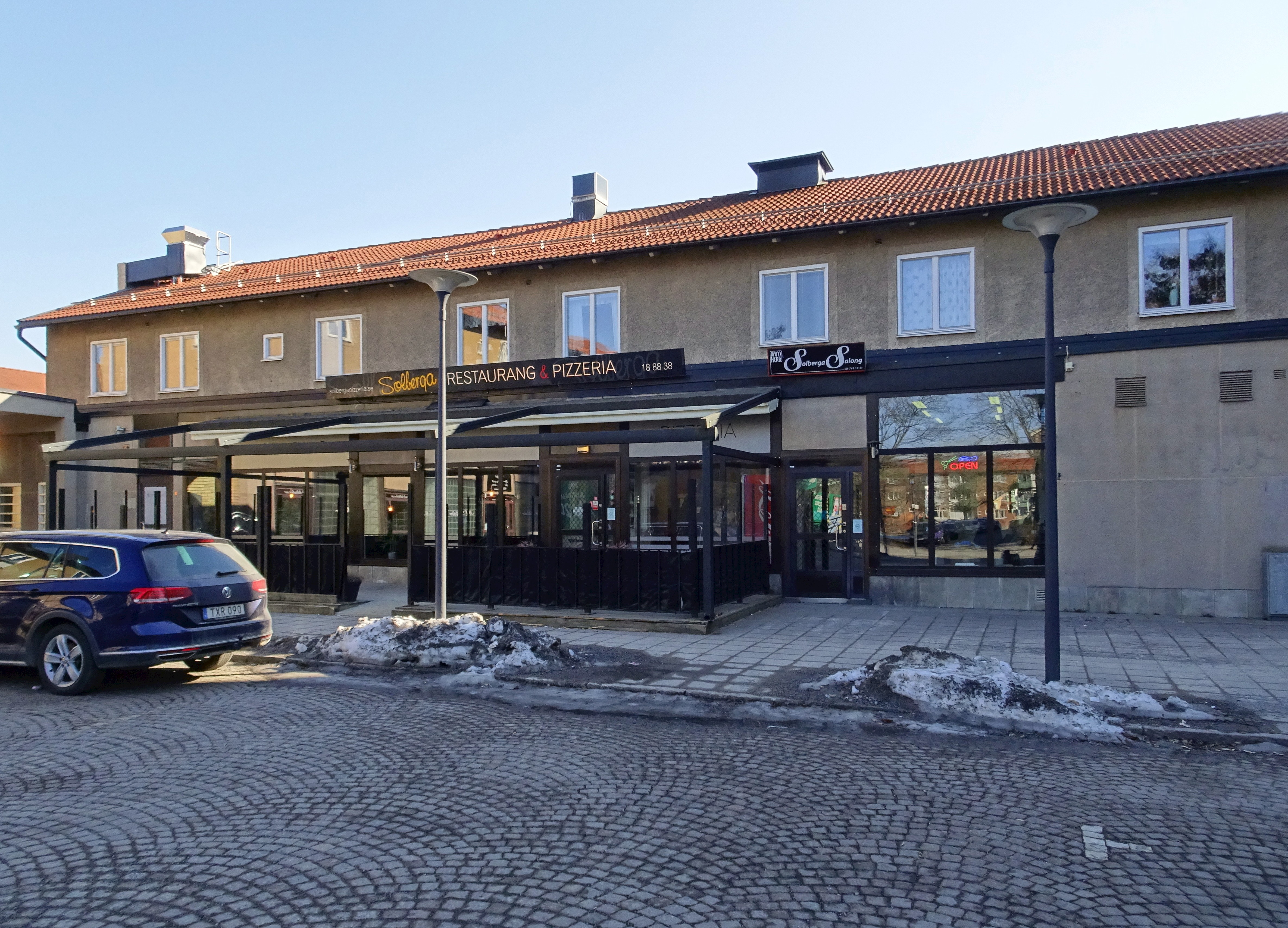
Tvåvåningslängan, idag plats för en pizzeria.
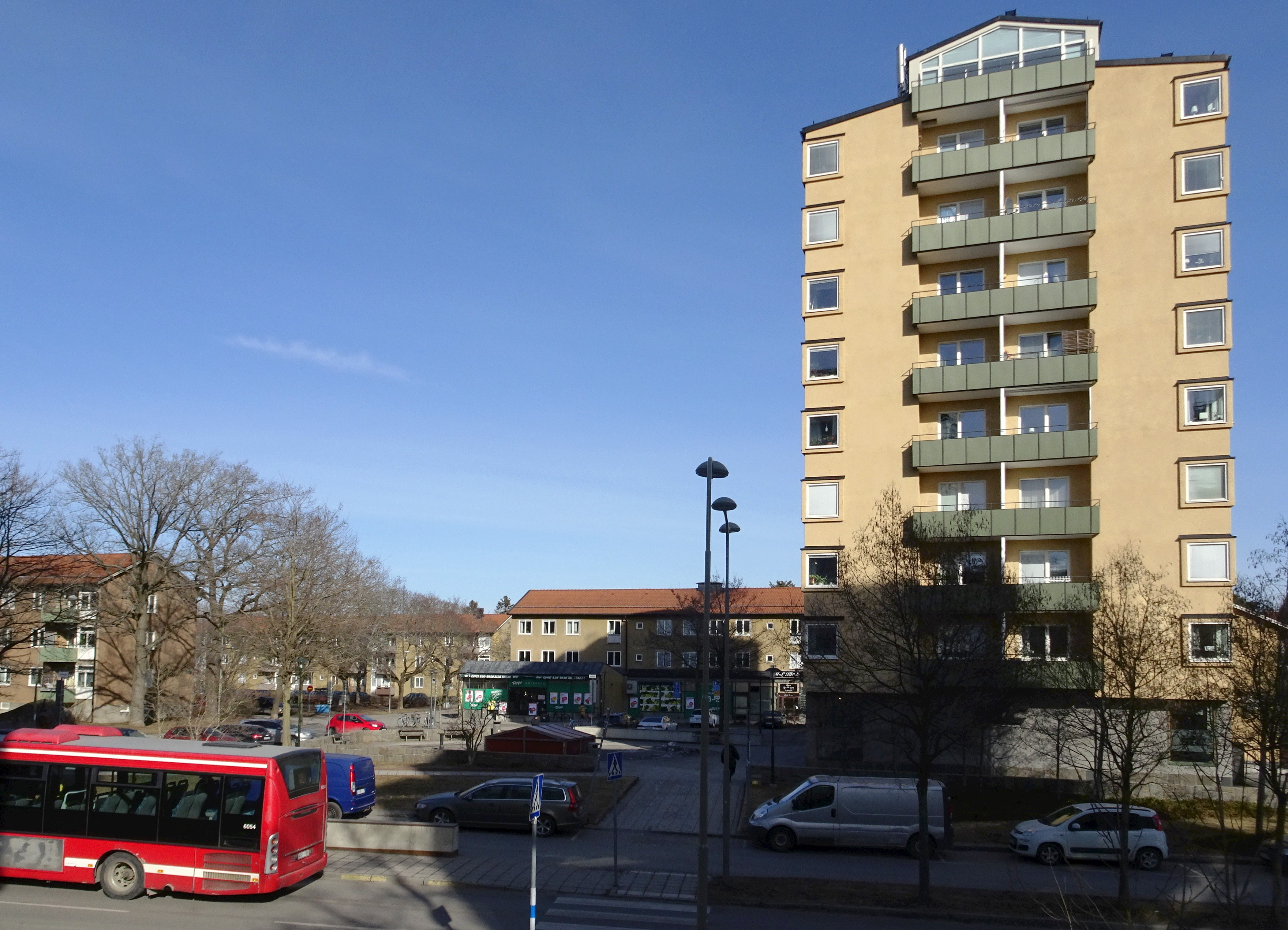
Klacktorget och punkthuset.

Punkthuset
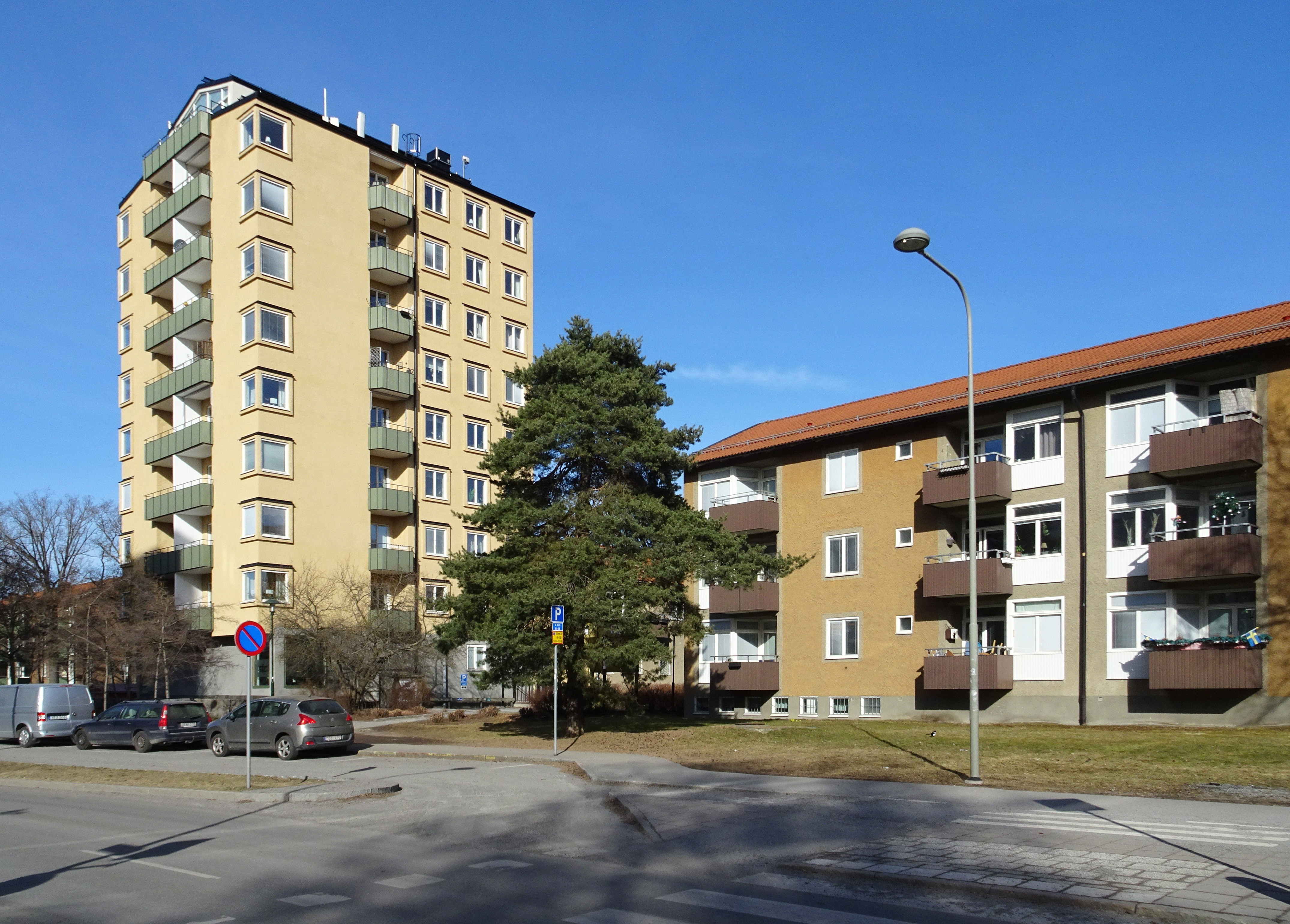
Punkthuset från sydost.
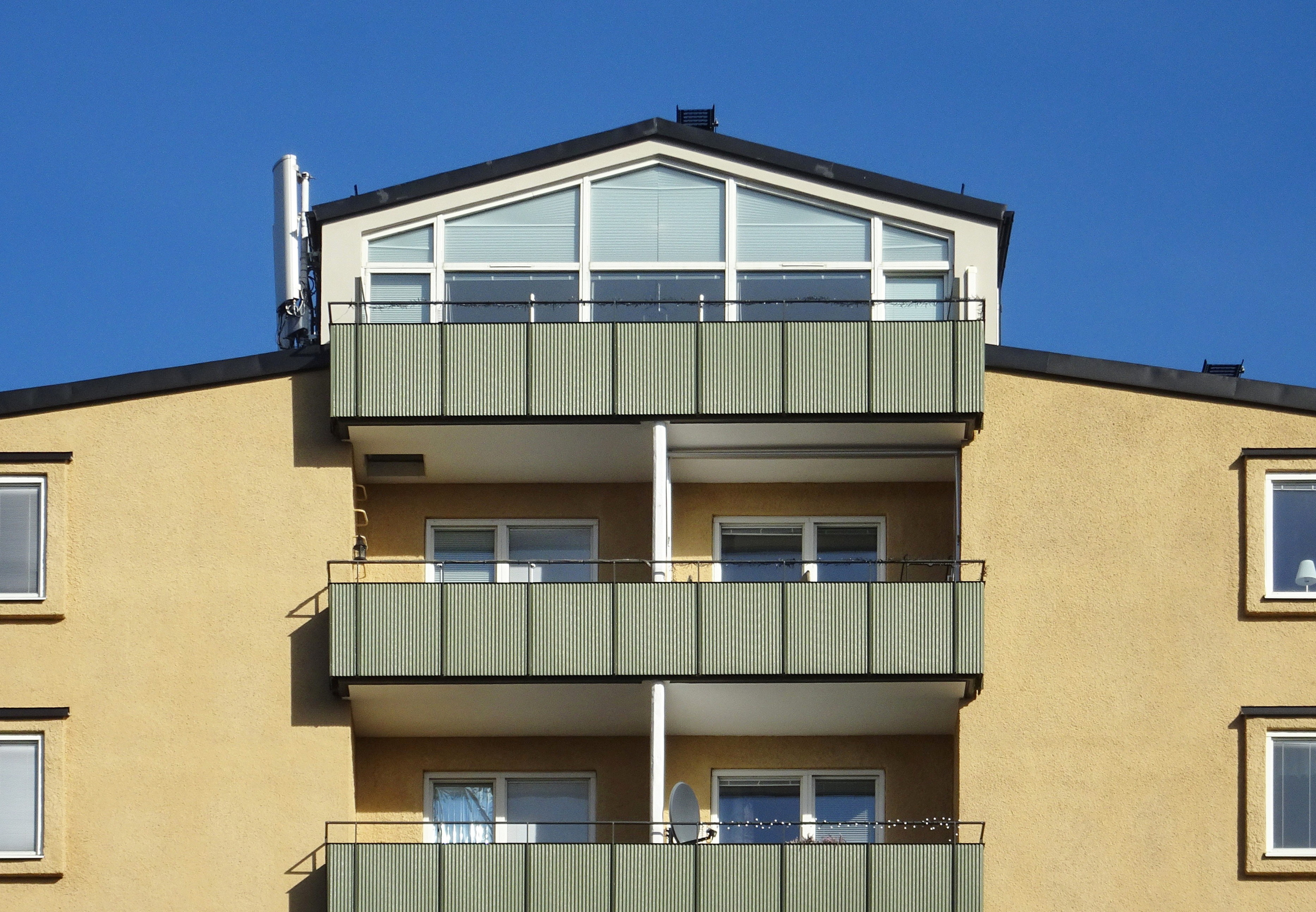
Balkonger på gaveln.
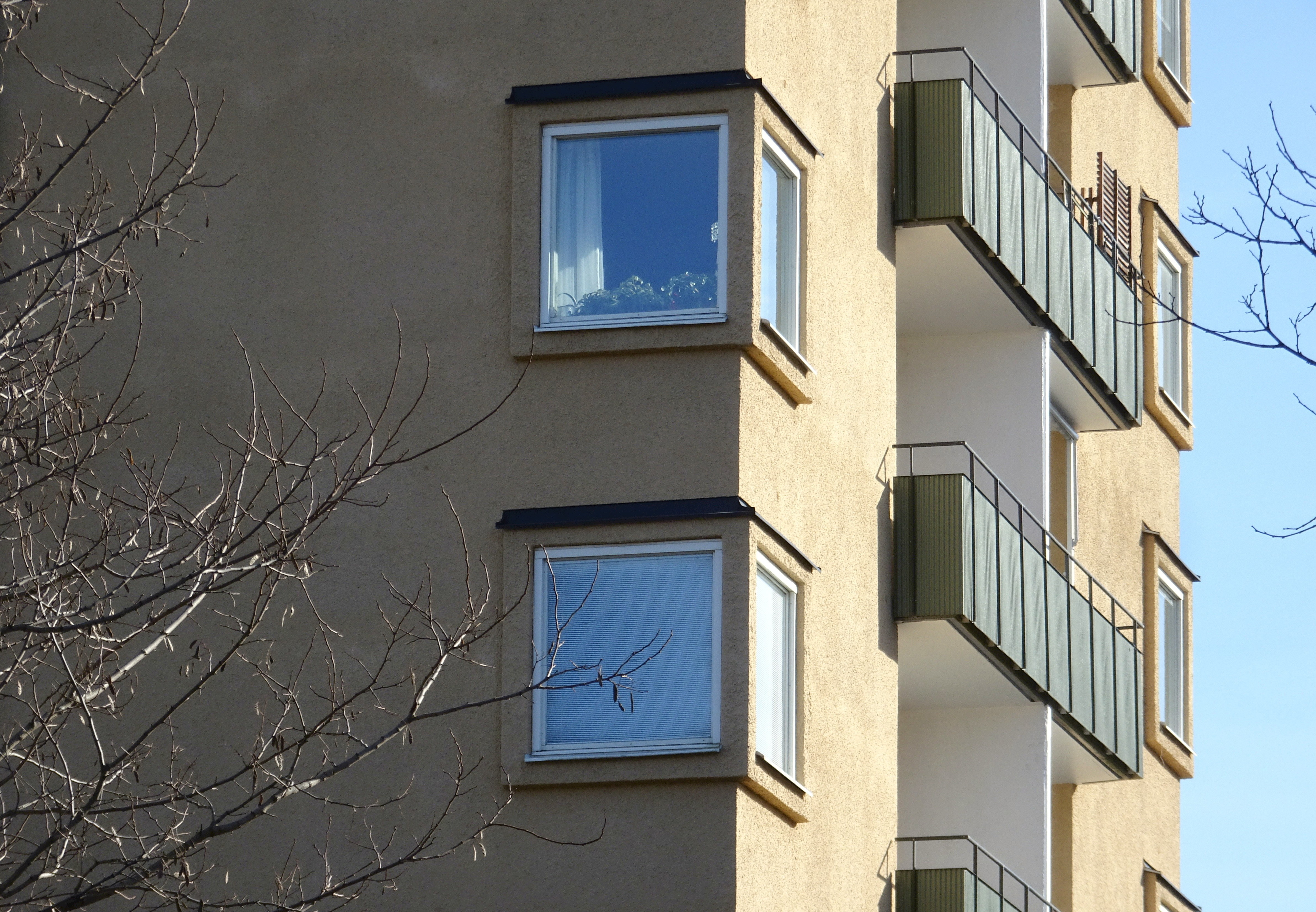
Hörnfönster.
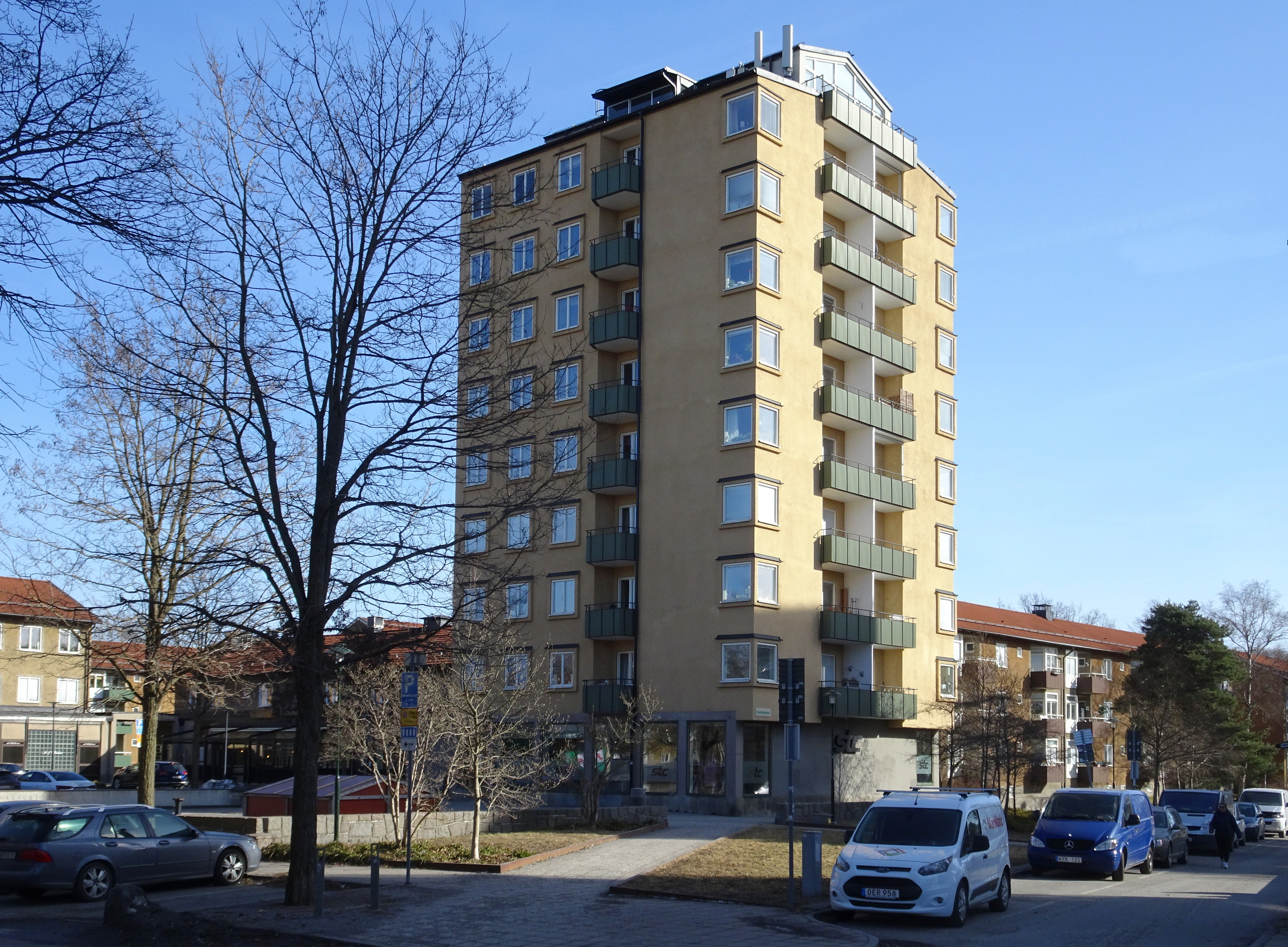
Punkthuset från nordväst.